# Kiri Vong
Kiri Vong est un district situé dans la province de Takeo, dans le sud du Cambodge. Selon le recensement de 1998, la population était de 92 446 habitants.